# Timken Company
La Timken Company è una multinazionale statunitense costruttrice di cuscinetti a rulli e con sede a North Canton, Ohio. Dal 1970 il nome ufficialmente depositato della società è The Timken Company.
Quotata dal 1922 al New York Stock Exchange.

## Storia
La Timken è stata fondata nel 1899 da Henry Timken, dai figli William e Henry (HH) a St. Louis (Missouri), come Timken Roller Bearing Axle, integrandola nella preesistente azienda di costruzione assali che, all'inizio, vi inserì i nuovi cuscinetti a rulli conici brevettati dal padre Henry l'anno precedente.
I cuscinetti a rulli conici si sono rivelati subito un notevole miglioramento per aver ridotto l'attrito negli assi delle ruote nel pieno controllo degli elevati carichi esterni combinati da entrambe le direzioni (verticale ed orizzontale) in una geometria che tuttora risulta la più compatta a parità di diametro interno.
L'azienda nel 1901 si trasferì a Canton (Ohio), l'odierna sede principale, scelta perché prossima ai nascenti centri automobilistici e siderurgici di Cleveland (Ohio), Detroit, (Michigan) e Pittsburgh, (Pennsylvania).
Nel 1909 i fratelli Timken separarono le attività portando a Detroit la fabbricazione degli assali (Timken Detroit Axle, poi Rockwell International) e mantenendo a Canton la produzione dei cuscinetti (Timken Roller Bearing). In quello stesso anno nel quale Henry Timken mancò, l'azienda già sviluppava 850.000 cuscinetti con oltre 1.200 persone.
Nel 1916 si inserì la siderurgia nel sito di Canton iniziando a colare all'interno l'acciaio per i propri volventi, esempio di integrazione verticale nei processi; questo consentì un controllo superiore sulla materia prima per la qualità del prodotto finale.
Per la meccanizzazione propria del Novecento nelle crescenti richieste di cuscinetti lo sviluppo proseguì nella ricerca e nell'evoluzione del prodotto (suoi vari brevetti sono il set right a registrazione precarico facilitata e le applicazioni nel settore ferroviario inauguratesi con la Four Aces Timken 1111, la prova Timken Ok Load (1932), test riconosciuto come standard per la determinazione di proprietà dei lubrificanti EP), nelle applicazioni (minerario, ferroviario, automotive, mobili ed industriali, aeronautiche) e nell'estendere dall'inizio degli anni 1920 le produzioni oltre gli Stati Uniti (acquistate la Gilliam Manufacturing Co., la Bock Bearing Co. di Toledo, Ohio, siti di Berlino e di Wolkerville, (Canada).
Timken ha acquisito il suo concorrente, The Torrington Company, nel 2003 per 840 milioni di dollari, raddoppiando le dimensioni dell'azienda e creando il terzo produttore di cuscinetti più grande del mondo in quel momento. 
La società ha cambiato la propria struttura societaria nel 2014; la parte produttrice di cuscinetti a rulli dell'azienda è stata separata dalla parte produttrice di acciaio, risultando così due società separate. La Timken Company continua a produrre cuscinetti a rulli, mentre TimkenSteel produce acciaio.
Nel 2018 ha acquisito la società Rollon, produttrice di sistemi di movimentazione lineare (tra cui guide lineari, attuatori lineari e cuscinetti).

## In Europa

### Timken britannica

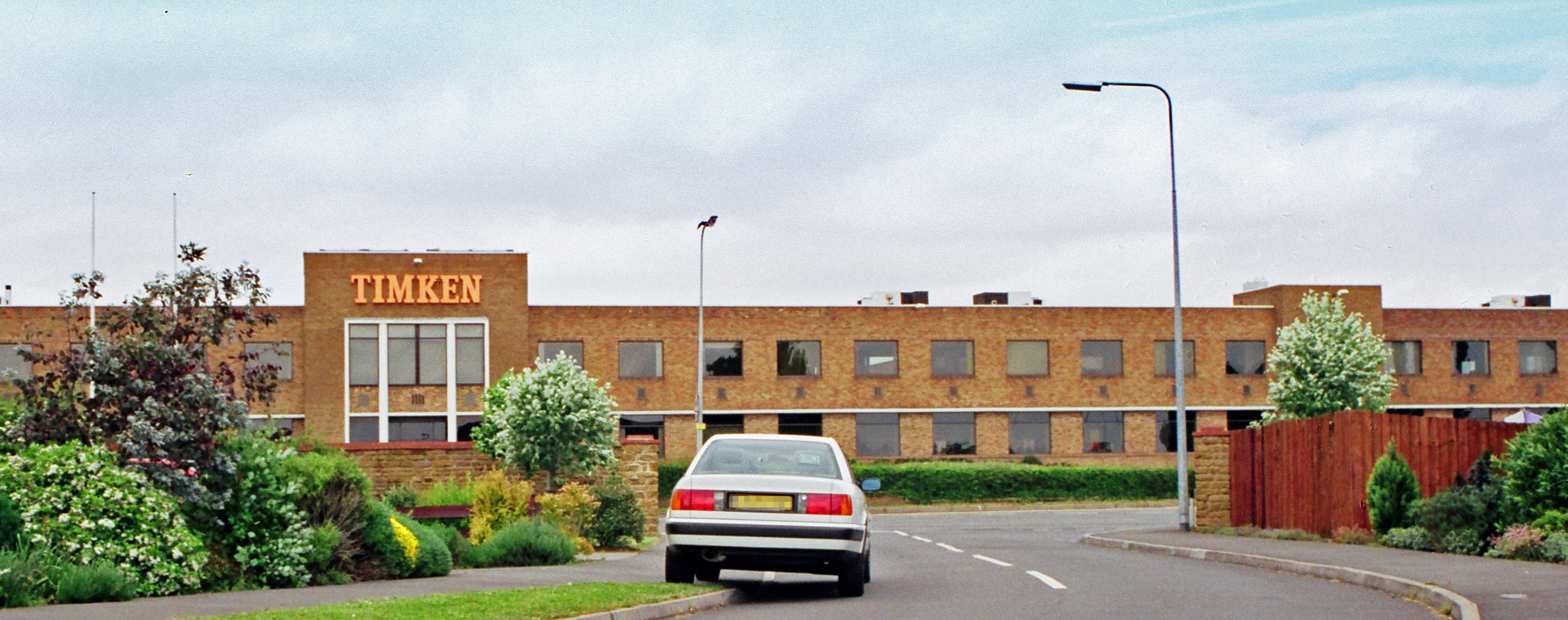
British Timken a Northampton, in Inghilterra, nel 2001, prima della demolizione avvenuta qualche anno più tardi

Nel 1927 fu costituita la British Timken Ltd., già attiva dal 1909 come Vickers Timken, della Societè Anonyme Francaise Timken (SAFT), filiale della British Timken nelle vicinanze di Parigi come l'insediamento di Benoni, Sud Africa (produttivo dal 1951). Degli anni 1940 il potenziamento delle manifatture nel Regno Unito. British Timken fu creata sulla Chester Road, Aston, Birmingham nel 1937.
Durante la seconda guerra mondiale una fabbrica fantasma fu costruita nel 1941 in un campo a Duston nel Northamptonshire. Al massimo occupazionale ebbe 4.000 persone impiegate. Nel 2002 il sito di Duston fu chiuso e l'area bonificata; la produzione si spostò in Polonia.

### Francia
Nei primi anni sessanta SAFT è stata pienamente inserita nel gruppo come Timken France dopo l'inaugurazione dello stabilimento di Colmar, Alsazia, Direzione Europea e Centro Ricerca. Nel contempo il completarsi delle gamme di cuscinetti conici nelle versioni metriche in acciaio a piena tempra accanto all'originaria selezione in pollici in acciaio cementato.

## Altre acquisizioni
Con l'apertura dell'impianto di Ballarat (Victoria), nel 1958, l'Australia è diventata il quarto continente per gli impieghi di Timken. Dello stesso periodo sono le filiali in Argentina e gli opifici in Brasile. Attorno alla metà degli anni 1970 sono state effettuate alcune consociazioni: negli acciai legati con Steel Company Latrobe; nei volventi con la giapponese Nihon Timken KK; fino alle recenti acquisizioni di Torrington Bearings, già proprietaria delle linee Fafnir Ball Bearings; di MPB Corporation, Keene, New Hampshire (specialista nei cuscinetti di precisione anche miniaturizzati rivolti a macchinari sensibili - unità disco computer, attrezzature mediche, costruzioni aerospaziali; di Purdy Corporation, Manchester, Connecticut (inserita nella divisione Timken Aerospace di Lebanon, New Hampshire) e dell'italiana Gnutti Cuscinetti.
Con il nuovo millennio sono stati aperti gli impianti europei di Sosnowiez (Polonia) e Ploiesti (Romania), ed orientali a Chennay (India) e Wuxy (Cina).

## Cultura e associazionismo
Timken partecipa al World Bearing Association (WBA) che raggruppa le aziende produttrici di volventi, presieduta da James W. Griffith, presidente e CEO della Timken.
Tra le iniziative collaterali il Timken Museum of Art di San Diego (California).